# 2046
2046 (MMXLVI) será un año normal comenzado en lunes en el calendario gregoriano. Será también el número 2046 anno Dómini o de la designación de Era Cristiana, además del cuadragésimo sexto del siglo XXI y del tercer milenio. También será el sexto de la quinta década del siglo XXI y el séptimo del decenio de los Años 2040. Será designado como:
- El Año del Tigre, según el horóscopo chino.

## Acontecimientos

### Enero
- 22 de enero: Se producirá un eclipse lunar parcial.

### Febrero
- 5 de febrero: Se producirá un eclipse solar anular.

- 14 de febrero: El asteroide 2023 DW tiene una "pequeña posibilidad" de chocar contra la Tierra en el día de San Valentín a las 13:21.

### Julio
- 18 de julio: Se producirá un eclipse lunar parcial.

### Agosto
- 2 de agosto: Se producirá un eclipse solar total.

- Datos: Q49921
- Multimedia: 2046 / Q49921